# Słupsk Północny
Słupsk Północny – kolejowy przystanek osobowy w Słupsku, w województwie pomorskim. Zlokalizowany jest w północnej części miasta przy ul. św. Klary z Asyżu, w bezpośrednim sąsiedztwie Słupskiego Inkubatora Technologicznego, ciepłowni KR-2 Engie EC Słupsk i Parku Wodnego Trzy Fale. Przystanek został oddany do użytku 15 grudnia 2019 po modernizacji linii kolejowej nr 405 w ramach projektu „Rewitalizacja linii kolejowej nr 405 odcinek granica województwa – Słupsk – Ustka”.

## Ruch pasażerski
| Rok  | Wymiana pasażerska na dobę |
| ---- | -------------------------- |
| 2017 | –                          |
| 2022 | 50-99                      |

## Historia

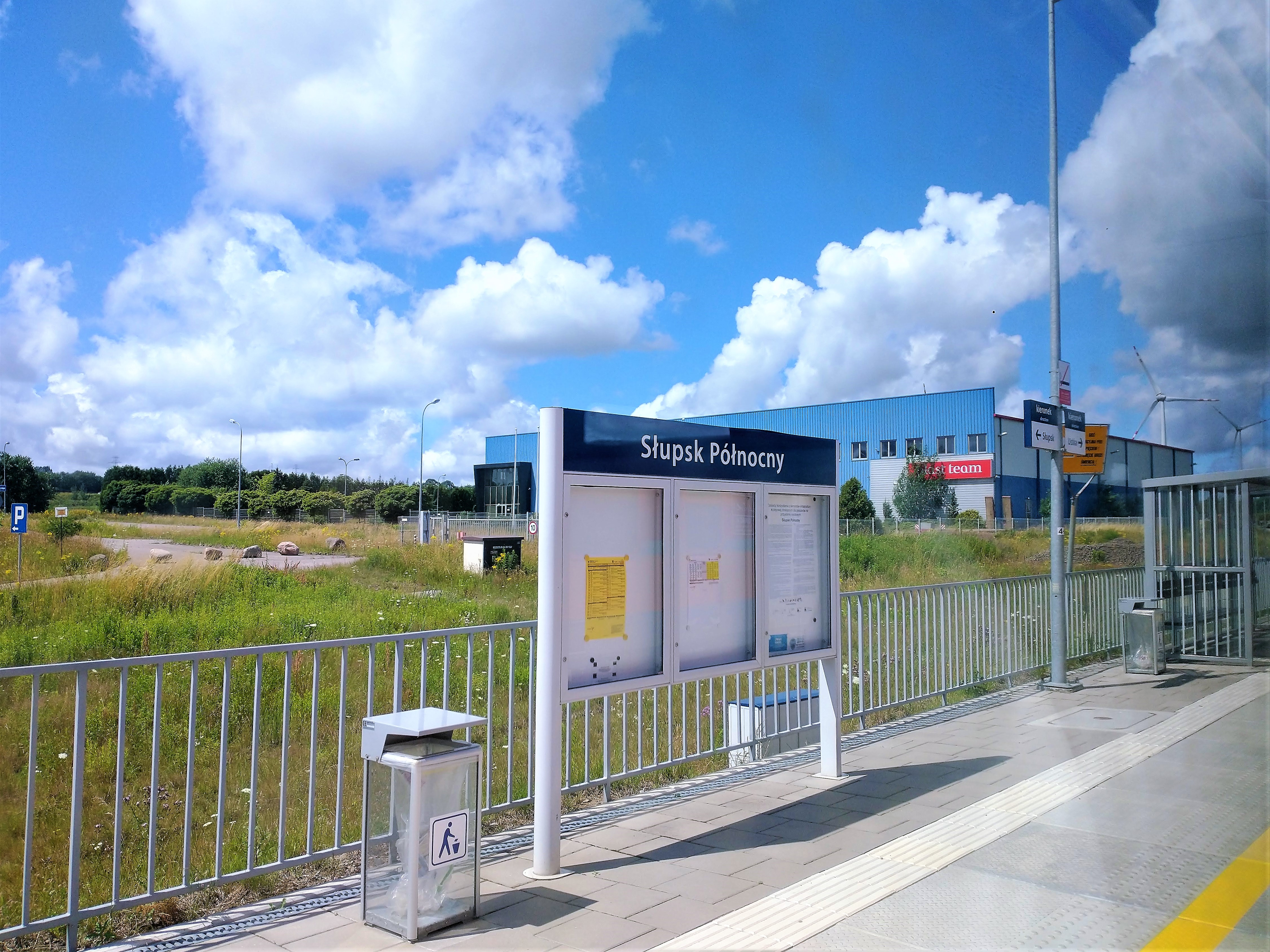
Fragment peronu

Przetarg na wykonanie projektu inwestycji i robót budowlanych (tryb na linii kolejowej nr 405) został ogłoszony 14 listopada 2016, a otwarcie ofert nastąpiło 8 lutego 2017. Umowę ostatecznie podpisano 28 lutego – wybrana została oferta spółki Trakcja PRKil. Pierwotne plany zakładały wybudowanie przystanku pod roboczymi nazwami Słupsk Strefa i Słupsk Strefa Ekonomiczna bardziej na północ, przy wyjeździe ze Słupska w stronę Ustki, w rejonie ulicy Handlowej – brak przystanku w tamtym miejscu wskazywany jest przez mieszkańców jako mankament inwestycji. Chociaż pociągi sezonowe na odcinku Słupsk – Ustka kursowały w okresie letnim mimo prowadzenia prac torowych, sam przystanek nie był gotowy do przyjęcia podróżnych aż do wprowadzenia rozkładu jazdy na 2019/2020.

## Infrastruktura
W skład przystanku wchodzi jeden jednokrawędziowy peron o łącznej długości 100 m i wysokości 760 mm. Na peronie znajdują się wiaty. Jeszcze w grudniu 2019 mieszkańcy miasta skarżyli się jednak na brak infrastruktury towarzyszącej w okolicach przystanku: niedoświetlone drogi dojścia i nieczynne przejście podziemne, które pozwoliłoby przedostać się na przystanek od strony Słupskiego Inkubatora Technologicznego.
Na przystanku nie ma żadnych urządzeń sterowania ruchem pociągów. Przystanek podlega pod Zakład Linii Kolejowych w Gdyni.

## Ruch pociągów
W rozkładzie jazdy 2019/2020 przystanek obsługuje pociągi Regio spółki Przewozy Regionalne, kursujące w relacjach Słupsk – Ustka Uroczysko (całorocznie) oraz Słupsk – Ustka, Gdynia Główna – Ustka oraz Elbląg – Ustka (sezonowo) i z powrotem. Sezonowe pociągi pospieszne do Ustki i z powrotem na odcinku Słupsk – Ustka nie zatrzymują się na stacjach i przystankach pośrednich.

## Dostępność transportowa
W pobliżu przystanku, przy ul. Św. Klary z Asyżu, znajduje się parking dla samochodów osobowych. W pobliżu zlokalizowane są również przystanki autobusowe Zarządu Infrastruktury Miejskiej: „Słupski Inkubator Technologiczny” oraz „Park Wodny”, z których można dotrzeć do innych części miasta.